# 博乔
博乔，是匈牙利南部巴奇-基什孔州所辖的一个村，总面积97.04平方公里，总人口1866，人口密度19人/平方公里（2002年）。地理坐标为46°36′N 19°30′E。